# Conshohocken, Pennsylvania
Conshohocken, Pennsylvania (енгл. Conshohocken) град је у америчкој савезној држави Пенсилванија.

## Демографија
По попису из 2010. године број становника је 7.833, што је 244 (3,2%) становника више него 2000. године.
| Група             | 2000.         | 2010.         |
| Белци             | 6.760 (89,1%) | 6.790 (86,7%) |
| Афроамериканци    | 590 (7,8%)    | 508 (6,5%)    |
| Азијати           | 64 (0,8%)     | 142 (1,8%)    |
| Хиспаноамериканци | 102 (1,3%)    | 274 (3,5%)    |
| Укупно            | 7.589         | 7.833         |